# Itti-Marduk-balatu
Itti-Marduk-balāṭu,  (“con Marduk hay vida”) , fue el segundo rey de la II Dinastía de Isin, que gobernó en Babilonia en el período ca. 1140–1132 a. C. Era hijo de Marduk-kabit-ahheshu, y se cree que fue el primero en gobernar desde la ciudad de Babilonia.

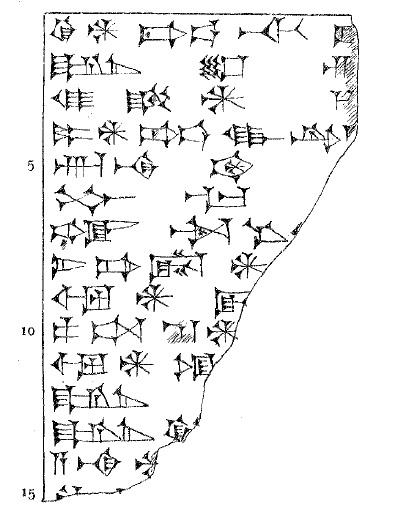
Inscripción sobre piedra de Itti-Marduk-balaṭu

Reinó durante 8 años, según la Lista C de Reyes, ó 6 años, según la Lista A de reyes. Una inscripción le da títulos inusuales, como šar šarr[i] (rey de reyes), migir il[ῑ] (favorito de los dioses), y šakkanak bāb[ili] (virrey de Babilonia),  e incluye el epíteto de nibītu (elegido) de Anum y Dagan, en la titulatura real.
Al igual que su padre, hizo incursiones a Asiria. Los elamitas, bajo su rey, Shilhak-Inshushinak, el hermano de Kutir-Nahhunte, atacaron repetidamente Mesopotamia, hasta el Tigris, llegando por el norte hasta Nuzi, alrededor de este período.